# صخور هاري القديمة

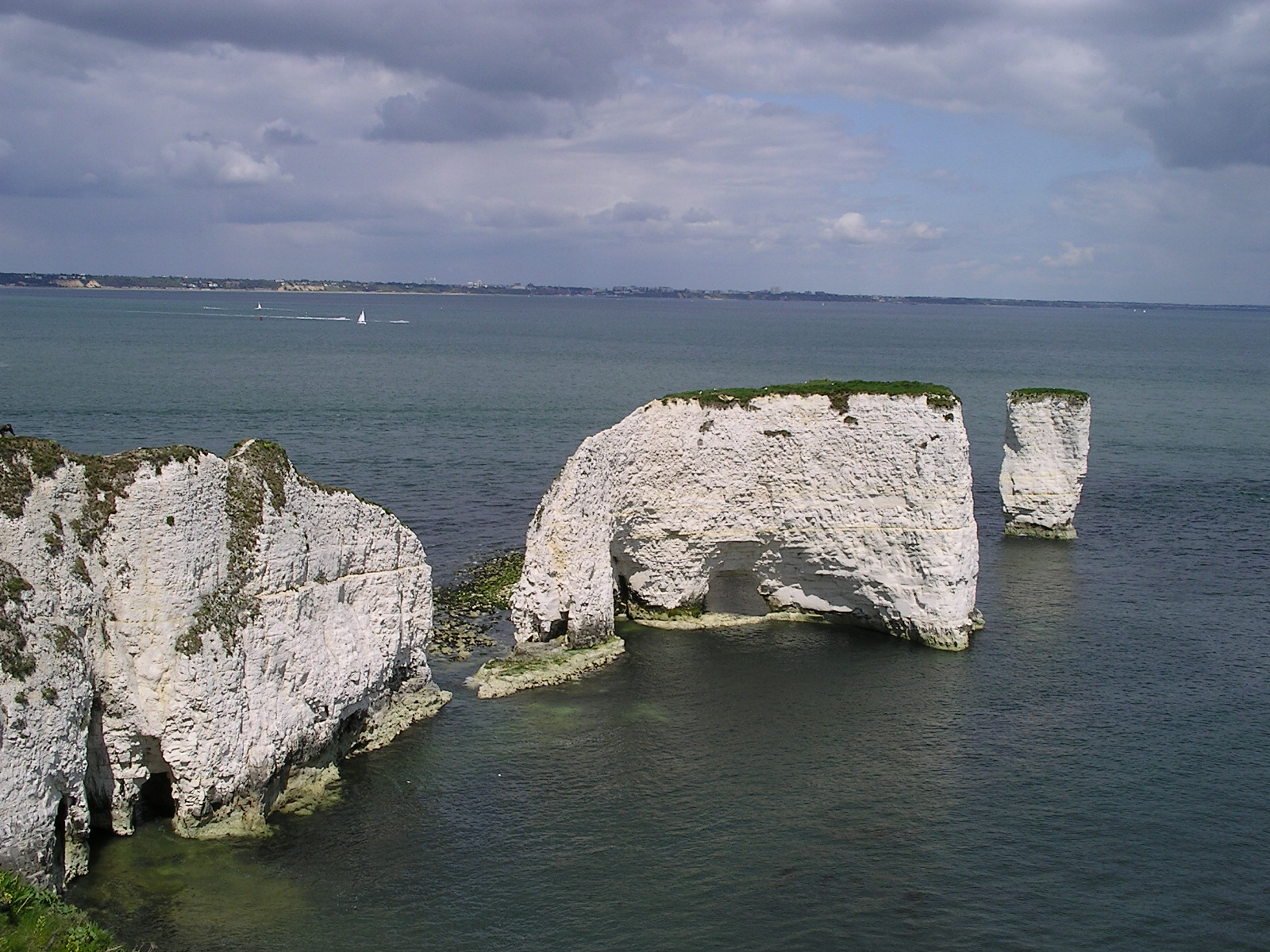
صخور هارى القديمة وهى تتكون من مسلتين بحريتين

تقع صخور هارى القديمة في جنوب انجلترا على ساحل دورست. وهي النقطة الأكثر اهتماما على قائمة اليونسكو للتراث العالمى من ساحل جوارسى الذي يغطى (ساحل دورست، وشرقى ديفون إلى اوكيب Orcombe وهي نقطة بالقرب من اكسماوث.
تتألف صخور هارى القديمة من مسلتين بحريتين وهما (هارى وزوجته). وتتكون المسلتين من الحجر الجيرى الأبيض الناعم.

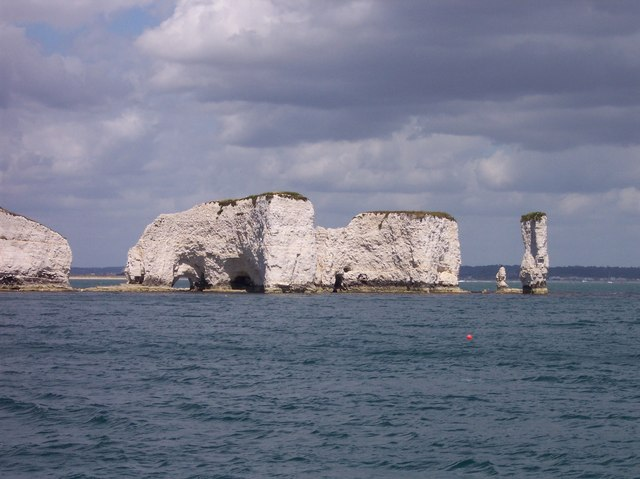
صخور هارى القديمة ويظهر بها اثار النحت البحرى

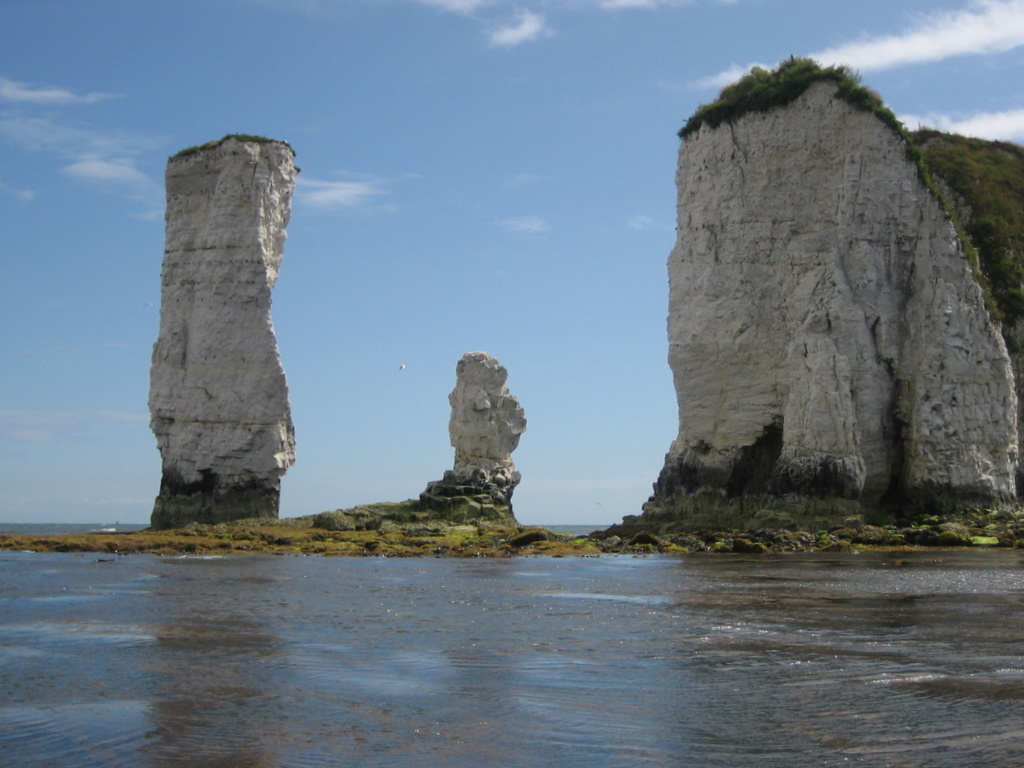
هارى وزوجته

بدا صخور هارى في التكون من البر الرئيسى بنحت امواج البحر في الشقوق وأماكن الضعف في الحجر الجيري مكونه كهفا بحريا ثم تطور مكون قوس بحري والذي انهار بعد ذلك مكون المسلة البحرية لصخور هارى. حتى عام 1770 كان يمكن الوصول إلى مسلة هارى مشيا على الأقدام من البر الرئيسى على ظهر القوس البحري. ظلت مسلة زوجة هارى قائمة حتى انهارت في 1896 لتبقى كجذع يعلوه أمواج المد.

## التكوين
منذ 125,000 سنة مضت كان مستوى البحر اعلى مما هو موجود الآن وكان الساحل مشابه لما موجود الآن، وفي اوخر العصر الجليدى انخفض مستوى سطح البحر 140 متر وقامت الانهار بشق اعلى حواف الصخور الجيرية. وبعد ذوبان الصفائح الجليدية ارتفع سطح البحر ثانية وعندما وصل إلى حواف الصخور الجيرية اللينة انهارت، وغرق الوادى خلفها الانهيار السريع للحجر الجيرى في بول، بورنموث، وكرايستشيرش خلف كمية كبيرة من الحصى، ونتيجة لتلك العملية إنشاء خط الساحل الموجود الآن. صخور هارى القديمة تكونت عندما قاومت بعض الصخور الانهيار ولكن البعض الآخر لم يقاوم وانهار.

## الحيوانات والطيور
توجد على قمة الصخور زهور تنمو في العشب القصير على السطح
كما تستعمر المنطقة الطيور البحرية وصقور الشاهين والطيور النادرة مثل طائر القبرة